# Saint-Gervasy
Saint-Gervasy é uma comuna francesa na região administrativa de Occitânia, no departamento de Gard. Estende-se por uma área de 6,93 km². Em 2010 a comuna tinha 1 975 habitantes (densidade: 285 hab./km²).